# 오 루시! (2017년 영화)
《오 루시!》(영어: Oh Lucy!)는 미국과 일본에서 제작된 히라야나기 아쓰코 감독의 2017년 코미디 드라마 영화이다. 데라지마 시노부, 조시 하트넷 등이 출연하였고, 제시카 엘바움 등이 제작에 참여하였다. 2017년 제70회 칸 영화제에서 국제 평론가 주간에서 초연되었으며 2018년 3월 2일 미국 극장에 개봉되었다.

## 출연
- 데라지마 시노부
- 조시 하트넷
- 미나미 가호
- 구쓰나 시오리
- 야쿠쇼 고지
- 메건 멀랠리
- 레이코 에일즈워스
- 오고 스즈카

## 기타 제작진
- 배역: 에밀리 슈웨버(미국)
- 미술: 아타카 노리후미, 제이슨 호가드
- 세트: 제나 크레이그, 엔도 요시토
- 의상: 미야모토 마사에